# Мансанера
Мансанера (ісп. Manzanera) — муніципалітет в Іспанії, у складі автономної спільноти Арагон, у провінції Теруель. Населення — 551 особа (2010).
Муніципалітет розташований на відстані близько 250 км на схід від Мадрида, 39 км на південний схід від міста Теруель.
На території муніципалітету розташовані такі населені пункти: (дані про населення за 2010 рік)
- Алькотас: 23 особи
- Лас-Аламбрас: 4 особи
- Лос-Сересос: 167 осіб
- Мансанера: 341 особа
- Лос-Ольмос: 15 осіб
- Парайсо-Бахо: 1 особа
- Ель-Пауль: 0 осіб

## Демографія
Динаміка населення (INE ):